# Masfjorden
Gmina Masfjorden (norw. Masfjorden kommune) – norweska gmina leżąca w regionie Hordaland. Jej siedzibą jest miasto Masfjordnes.
Masfjorden jest 193. norweską gminą pod względem powierzchni.

## Demografia
Według danych z roku 2005 gminę zamieszkuje 1693 osób. Gęstość zaludnienia wynosi 3,03 os./km². Pod względem zaludnienia Masfjorden zajmuje 356. miejsce wśród norweskich gmin.
| ludność stan na 1 stycznia 2005 |         |           |       |
|                                 | kobiety | mężczyźni | razem |
| osób                            | 854     | 839       | 1693  |
| %                               | 50,44%  | 49,56%    | 100%  |

| wykształcenie stan na 1 października 2004 |        |         |        |        |
|                                           | podst. | średnie | wyższe | niezn. |
| osób                                      | 328    | 832     | 174    | 13     |
| %                                         | 24,35% | 61,77%  | 12,92% | 0,97%  |

## Edukacja
Według danych z 1 października 2004:
- liczba szkół podstawowych (norw. grunnskolar): 3
- liczba uczniów szkół podst.: 248

## Władze gminy
Według danych na rok 2011 administratorem gminy (norw. rådmann) jest Svein-Helge Hofslundsengen, natomiast burmistrzem (norw. ordfører, d. borgermester) jest Håkon Arnold Matre.